# Uníos Hermanos Proletarios

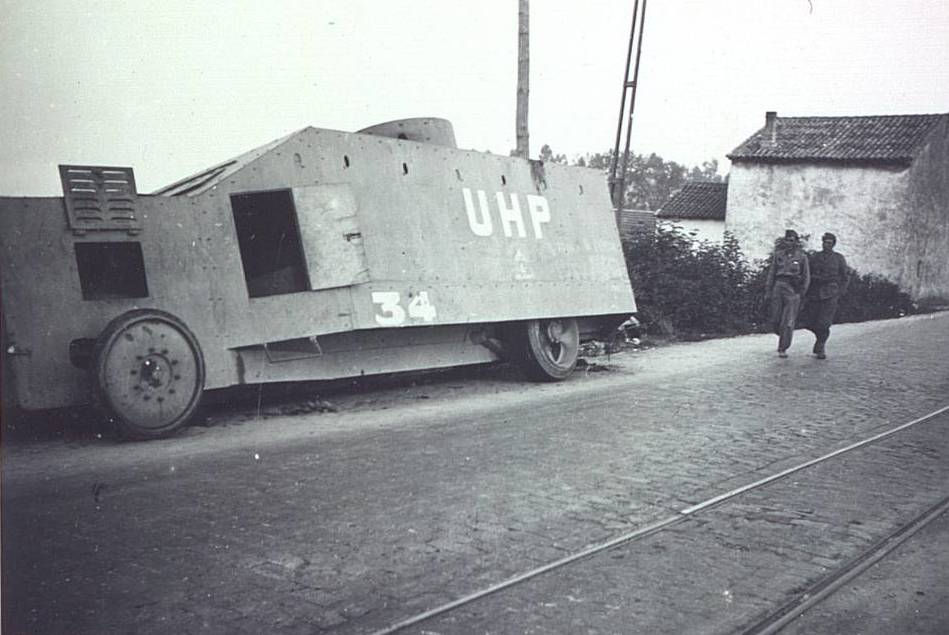
Un char républicain de la guerre civile portant les initiales « UHP ».

UHP, acronyme de Unios Hermanos Proletarios (en français " Unissez-vous, frères prolétaires " ou "Unissons les frères prolétaires" ou "Union des frères prolétaires" ) est un slogan emblématique de la révolution asturienne de 1934, repris ensuite pendant la guerre civile espagnole de 1936 à 1939.

## Histoire

### Origine
À l'origine, l'acronyme "UHP" est apparu spontanément parmi les bases des groupes syndicaux avec une signification différente. "Union Horse Power" s'explique puisque les différentes machines avec lesquelles ils travaillaient à l'époque étaient presque toutes de fabrication anglaise, dont les plaques d'identification techniques qui datait de leurs capacités et leur légende mettait en valeur la puissance qu'ils possédaient. De là est né le slogan « Uníos Hermanos Proletarios », imaginé par Amador Fernández. Certaines sources de la véracité de cette origine

### Union syndicale et politique
En février 1934, l'acronyme UHP est repris par l'alliance syndicale signée entre la Fédération Socialiste Asturienne, l' Union Générale des Travailleurs (UGT) et les Confédérations Régionales du Travail des Asturies, León et Palencia de la Confederación Nacional del Trabajo (CNT), ainsi que le Bloc Ouvrier et Paysan et la Gauche communiste d'Espagne,.
Un document est signé le 28 mars 1934 entre la CNT-UGT des Asturies.
En septembre, le Parti communiste espagnol a demandé son adhésion. Cependant, cela n'a pas été autorisé jusqu'à ce qu'il ait retiré de sa demande tout ce qui concernait l'anti-trotskysme, car les socialistes et les anarchistes avaient compris que l'unité d'action était essentielle et ne souhaitaient pas de confrontations internes,.

### Révolution des Asturies
Le slogan a été adopté par les révolutionnaires lors de la Révolution des Asturies en octobre 1934,, cherchant à représenter l'unité d'action du prolétariat asturien et de ses diverses tendances. Dans le journal El Siglo Futuro est parue cette critique: "Ils se saluent avec le salut du poing fermé, et au lieu du mot "stop" pour arrêter les suspects, ils utilisent au premier plan le mot de passe "PHU", auquel on répond avec "UHP". Il semble que ces initiales correspondent aux mots Unión Proletaria Hispana".

### Guerre civile espagnole
Plus tard, ce fut une proclamation régulière de la faction républicaine et de ses défenseurs pendant la guerre civile espagnole. Le casier UHP servait également de « moyen de paiement » pour les miliciens qui effectuaient leurs achats dans les petits magasins, et pouvaient ainsi bénéficier d'une ardoise.

## Titres de presse
L'UHP a publié un journal à Guadalajara appelé UHP, Milicias Alcarreñas Antifascistas. Plus tard, il s'appelait UHP Ejército Polular Comandancia de Guadalajara. Son premier numéro fut publié le 12 août 1936 et dura jusqu'en janvier 1937. Au total, 24 numéros sont sortis, oscillant leur prix ou don entre 10 et 15 centimes.

## Autres informations
- À Puerto Real, province de Cadix, une rue porte le nom d'« Union des Frères Prolétaires »[12].